# Xã Monticello, Quận Wright, Minnesota
Xã Monticello (tiếng Anh: Monticello Township) là một xã thuộc quận Wright, tiểu bang Minnesota, Hoa Kỳ. Năm 2010, dân số của xã này là 3.181 người.